# Futbol'nyj Klub Dynamo Kyïv 2006-2007

## Stagione
La Dinamo Kiev, allenata da Anatolij Dem"janenko, conclude la stagione vincendo il campionato ucraino da imbattuta. In coppa nazionale vince in finale contro i rivali dello Šachtar. In Champions League il cammino dei bianco-blu si conclude nella fase a gironi col quarto posto, collezionando solo due punti. In Supercoppa d'Ucraina la Dinamo Kiev trionfa per 2-0 sempre contro la squadra di Donec'k.
Il 9 settembre Diogo Rincón mette a segno il gol numero 1000 nella storia della Dinamo nel campionato ucraino.

## Maglie e sponsor
Lo sponsor tecnico è Adidas, mentre quello ufficiale è PrivatBank.
|  | Casa |  | Trasferta |

## Rosa
| N. |                    | Ruolo | Calciatore            |
| -- | ------------------ | ----- | --------------------- |
| 1  | Ucraina (bandiera) | P     | Oleksandr Šovkovs'kyj |
| 21 | Ucraina (bandiera) | P     | Taras Lucenko         |
| 55 | Ucraina (bandiera) | P     | Oleksandr Rybka       |
| 44 | Brasile (bandiera) | D     | Rodrigo               |
| 81 | Serbia (bandiera)  | D     | Marjan Marković       |
| 30 | Marocco (bandiera) | D     | Badr El Kaddouri      |
| 26 | Ucraina (bandiera) | D     | Andrij Nesmačnyj      |
| 29 | Ucraina (bandiera) | D     | Vitalij Mandzjuk      |
| 32 | Serbia (bandiera)  | D     | Goran Gavrančić       |
| 6  | Serbia (bandiera)  | D     | Goran Sablić          |
| 27 | Ucraina (bandiera) | D     | Vladyslav Vaščuk      |
| 3  | Ucraina (bandiera) | D     | Serhij Fedorov        |
| 14 | Ucraina (bandiera) | C     | Ruslan Rotan'         |
| 24 | Ucraina (bandiera) | C     | Vitalij Fedoriv       |
| 37 | Nigeria (bandiera) | C     | Ayila Yussuf          |
| 20 | Ucraina (bandiera) | C     | Oleh Husjev           |

| N. |                        | Ruolo | Calciatore               |
| -- | ---------------------- | ----- | ------------------------ |
| 7  | Brasile (bandiera)     | C     | Corrêa                   |
| 88 | Ucraina (bandiera)     | C     | Oleksandr Alijev         |
| 10 | Romania (bandiera)     | C     | Florin Cernat            |
| 28 | Ucraina (bandiera)     | C     | Roman Zozulja            |
| 15 | Brasile (bandiera)     | C     | Diogo Rincón             |
| 17 | Ucraina (bandiera)     | C     | Taras Mychalyk           |
| 8  | Bielorussia (bandiera) | C     | Valjancin Bjal'kevič     |
| 36 | Serbia (bandiera)      | C     | Miloš Ninković           |
| 9  | Brasile (bandiera)     | C     | Kléber                   |
| 18 | Ungheria (bandiera)    | A     | Balázs Farkas            |
| 16 | Uzbekistan (bandiera)  | A     | Maksim Shatskix          |
| 35 | Ucraina (bandiera)     | A     | Denys Olijnyk            |
| 5  | Ucraina (bandiera)     | A     | Serhij Rebrov (capitano) |
| 25 | Ucraina (bandiera)     | A     | Arcëm Mileŭski           |
| 11 | Bielorussia (bandiera) | A     | Andrėj Varankoŭ          |
| 23 | Lettonia (bandiera)    | A     | Māris Verpakovskis       |

## Risultati

### Champions League

#### Preliminari
| Arbitro: | Courtney |

|             |           |                                                        |
| Kalonas 87’ | Marcatori | 20’ Rincón 29’ Shatskix 32’ Verpakovskis 82’ Gavrančić |

| Arbitro: | Weiner |

|                                       |           |  |
| Rotan' 37’, 90’ Corrêa 66’ Rebrov 85’ | Marcatori |  |

| Arbitro: | Čeferin |

|                           |           |                    |
| Rincón 1’, 67’ Yussuf 83’ | Marcatori | 48’ Mehmet Aurélio |

| Arbitro: | Bennett |

|                      |           |                  |
| Appiah 36’ Kerim 57’ | Marcatori | 5’, 42’ Shatskix |

#### Fase a gironi
| Arbitro: | Allaerts |

|            |           |                                    |
| Rebrov 16’ | Marcatori | 3’ Ghionea 24’ Badea 43’, 79’ Dică |

| Arbitro: | Poll |

|                                                          |           |              |
| van Nistelrooy 20’, 70’ (rig.) Raúl 27’, 61’ Reyes 45+1’ | Marcatori | 47’ Mileŭski |

| Arbitro: | Messina |

|  |           |                                       |
|  | Marcatori | 31’ Juninho 38’ Källström 50’ Malouda |

| Arbitro: | Vink |

|             |           |  |
| Benzema 14’ | Marcatori |  |

| Arbitro: | Jára |

|          |           |            |
| Dică 69’ | Marcatori | 29’ Cernat |

| Arbitro: | Riley |

|                    |           |                         |
| Shatskikh 13’, 27’ | Marcatori | 86’, 88’ (rig.) Ronaldo |

### Supercoppa d'Ucraina
| Arbitro: | Hoduljan (Odessa) |

|                           |           |  |
| Marković 10’ Mileŭski 87’ | Marcatori |  |

## Statistiche

### Statistiche di squadra
| Competizione         | Punti | Totale | Totale | Totale | Totale | Totale | Totale | DR  |
| Competizione         | Punti | G      | V      | N      | P      | Gf     | Gs     | DR  |
| -------------------- | ----- | ------ | ------ | ------ | ------ | ------ | ------ | --- |
| Vyšča Liha           | 74    | 30     | 22     | 8      | 0      | 67     | 23     | +44 |
| Coppa d'Ucraina      | -     | 7      | 6      | 1      | 0      | 16     | 5      | +11 |
| Champions League     | 2     | 10     | 3      | 3      | 4      | 18     | 20     | -2  |
| Supercoppa d'Ucraina | -     | 1      | 1      | 0      | 0      | 2      | 0      | +2  |
| Totale               | -     | 48     | 32     | 12     | 4      | 103    | 48     | +55 |